# Пилохвост украинский
Пилохвост украинский (лат. Poecilimon ukrainicus) — насекомое из семейства настоящих кузнечиков отряда прямокрылых.

## Описание
Длина тела без учёта длины яйцеклада — 13—18 мм. Яйцеклад самки длиной 6—6,5 мм. Основная окраска зелёная с бурыми пятнами. У самцов на верхней стороне брюшка проходит тёмно-окрашенная продольная полоска. Усики щетинковидные, длиннее самого тела, у самцов — с чёрными кольцами. Переднеспинка у самки цилиндрической формы, у самца — с немного вогнутой верхней стороной. Крылья короткие. Надкрылья имеют чёрную продольную полоску. У самцов они несколько выступают из-под переднеспинки, а у самки — скрытые. Нижняя поверхности задних бедер гладкая, лишена шипиков. Яйцеклад самки сильно зазубрен у вершины, от основания зубцов по нижнему краю прямой. Характерным признаком вида являются тонкие серповидные церки у самцов, сплющенные и расширены в своей дистальной (отдаленной от туловища) трети, с острым большим крючкообразным шипом на вершине.

## Ареал
Реликтовый вид с разорванным дизъюнктивным ареалом, который простирается от Польши и Молдавии до западных районов России. Кузнечики обитают в травянисто-кустарниковых зарослях и степной густой растительности на опушках и полянах дубрав и сосновых лесов.
На территории Украины ареал имеет вид полос, которые тянутся по возвышенным элементам рельефа вдоль Прута, Днестра, Южного Буга и Днепра (Расточье, Волынская, Подольская, Приднепровская, западные отроги Среднерусской возвышенности). В Молдавии локально обитает в единственном локалитете на севере страны в лесостепной зоне.

## Биология
За год развивается одно поколение. Зимуют яйца. Личинки появляются в мае. Имаго (взрослые особи) встречаются на протяжении июня—августа. Яйца откладываются самками в продольные щели на стеблях различных травянистых растений, которые они вырезают при помощи своего широкого яйцеклада с зубчатым краем. Питаются растительной пищей.

## Охрана
Включён в Красные книги Украины, Польши и Молдавии. Охраняется в заповедниках лесостепной зоны Украины.